# Tierra de Ellsworth
La Tierra de Ellsworth (en inglés, Ellsworth Land ), ubicada en la Antártida Occidental, es la porción de dicho continente limitado al oeste por la Tierra de Marie Byrd, al norte por el mar de Bellingshausen, al noreste por la base de la península Antártica, y al este por el borde occidental de la barrera de hielo Filchner-Ronne en el mar de Weddell, En donde se extiende hasta el final de la costa Zumberge en el punto de entrada sur hasta la ensenada Hércules en las coordenadas 80°04′S 79°00′O / -80.067, -79.000.

## Descripción
Es en gran parte una meseta de hielo elevada, que incluye las montañas Ellsworth y una serie de grupos montañosos como: las montañas Hudson, las Jones, las Behrendt, las Merrick, las Sweeney y las Scaife.
De acuerdo a la base de datos del Comité Científico para la Investigación en la Antártida (SCAR), que registra los topónimos antárticos publicados por diversos países, la base de la península Antártica y de la Tierra de Palmer es definida por el US-ACAN de Estados Unidos como la línea de unos 350 km que une el cabo Adams (75°04′S 62°20′O / -75.067, -62.333) en la península Bowman en la barrera de hielo Filchner-Ronne sobre el mar de Weddell, y un punto (73°24′S 72°00′O / -73.400, -72.000) de la costa English al sur de las islas Eklund en el mar de Bellingshausen.
Esta Tierra se encuentra cerca del centro de la zona explorada por el explorador estadounidense Lincoln Ellsworth en un vuelo de avión durante noviembre-diciembre de 1935. Fue nombrada en su honor por el Advisory Committee on Antarctic Names (US-ACAN) en 1962 para conmemorar ese vuelo transcontinental histórico desde la isla Dundee a la barrera de hielo de Ross.

### Límites
|  |

El Reino Unido hasta 2009 acordó con esa definición estadounidense, pero para reflejar con más exactitud la extensión de la península Antártica e incluir un sector sin denominación, movió unos 300 km hacia el sur los límites de la península y de la Tierra de Palmer a la línea de unos 420 km que une la península Rydberg (73°10′S 79°45′O / -73.167, -79.750) en el mar de Bellingshausen con la línea de conexión a tierra de la corriente de hielo Evans (aprox. 76°34′S 75°00′O / -76.567, -75.000) en la costa Zumberge. Esta definición redujo la Tierra de Ellsworth pasando a la Tierra de Palmer la costa Orville, parte de la costa Zumberge y el resto de la costa English. Sobre el mar de Bellingshausen la Tierra de Ellsworth también comprende la costa Bryan y la costa Eights. El límite con la Tierra de Marie Byrd es el cabo Waite en el extremo noroeste de la península King (72°42′S 103°03′O / -72.700, -103.050), que la separa de la costa Walgreen, y desde ese punto por una línea indefinida hasta el borde oriental de la cuenca subglaciar Byrd.

### Bases y campamentos

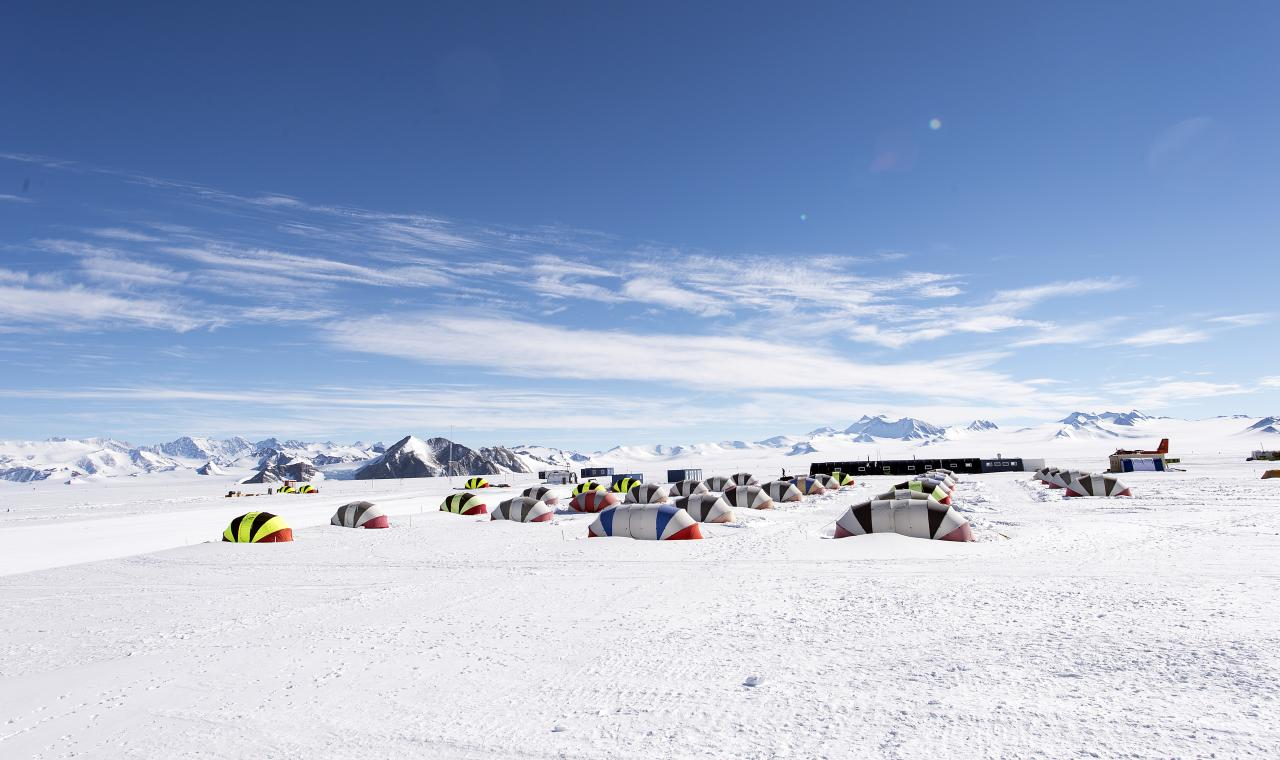
Estación polar científica conjunta Glaciar Unión.

- La Estación polar científica conjunta Glaciar Unión (79°46′S 83°24′O / -79.767, -83.400) de Chile se encuentra en el Glaciar Unión en los montes Ellsworth, con capacidad para 50 personas durante el verano.[5]
- El aeródromo privado Campamento Glaciar Unión (79°47′S 82°53′O / -79.783, -82.883), perteneciente a Antarctic Logistics and Expeditions LLC, también se encuentra en el Glaciar Unión.

## Reclamaciones territoriales
La parte occidental de la Tierra de Ellsworth al oeste de los 90° O no es reclamada por ningún país. 
- Argentina reclama un sector menor de la Tierra de Ellsworth al este de los 74° O, incluyendo el extremo este de la península Fowler, haciéndolo parte del departamento Antártida Argentina dentro de la provincia de Tierra del Fuego, Antártida e Islas del Atlántico Sur.
- Chile reclama la mayor parte de la Tierra de Ellsworth, comprendida en el sector al oriente de los 90° O, incluyéndolo en la comuna de Antártica de la provincia Antártica Chilena dentro de la Región de Magallanes y de la Antártica Chilena (es el único de los tres países que mantiene una base en el sector, la Estación polar científica conjunta Glaciar Unión).
- El Reino Unido reclama el sector al oriente de los 80° O, integrándolo en el Territorio Antártico Británico.

Las tres reclamaciones están restringidas por los términos del Tratado Antártico.